# Cúp bóng đá Bulgaria 1956
 Cúp bóng đá Bulgaria 1956 là mùa giải thứ 16 của Cúp bóng đá Bulgaria (trong giai đoạn này có tên là Cúp Quân đội Xô-viết). Levski Sofia giành chức vô địch khi đánh bại Botev Plovdiv 5–2 trong trận chung kết tại Vasil Levski National Stadium ở Sofia.

## Vòng Một
| Đội 1               | Tỉ số             | Đội 2                  |
| ------------------- | ----------------- | ---------------------- |
| Urozhay Tarnava     | 1–0               | Zavod Voroshilov Sofia |
| Spartak Varna       | 1–0               | SKNA Ruse              |
| Cherno More Varna   | 1–3 (aet)         | Levski Sofia           |
| Akademik Svishtov   | 1–0               | Spartak Pleven         |
| Beroe Stara Zagora  | 4–0               | Lokomotiv Burgas       |
| Dimitrovgrad        | 1–3               | Lokomotiv Plovdiv      |
| Zavod Stalin Pernik | 3–0               | SKNA Blagoevgrad       |
| Dunav Ruse          | 3–0 (w/o)         | Lokomotiv Shumen       |
| Pavlikeni           | 1–1 (aet) 0–1 (R) | Spartak Sofia          |

## Vòng Hai
| Đội 1              | Tỉ số             | Đội 2               |
| ------------------ | ----------------- | ------------------- |
| Levski Sofia       | 2–1 (aet)         | Minyor Pernik       |
| Dunav Ruse         | 1–0               | Zavod 12 Sofia      |
| Spartak Varna      | 2–0               | Zavod Stalin Pernik |
| Beroe Stara Zagora | 1–2 (aet)         | Botev Plovdiv       |
| Akademik Svishtov  | 0–1               | Spartak Sofia       |
| Urozhay Tarnava    | 0–3               | Spartak Plovdiv     |
| Lokomotiv Sofia    | 3–2               | Slavia Sofia        |
| Lokomotiv Plovdiv  | 0–0 (aet) 2–3 (R) | CSKA Sofia          |

## Tứ kết
| Đội 1         | Tỉ số     | Đội 2           |
| ------------- | --------- | --------------- |
| Botev Plovdiv | 1–0 (aet) | Spartak Plovdiv |
| Levski Sofia  | 3–1       | Dunav Ruse      |
| Spartak Varna | 0–1       | Lokomotiv Sofia |
| CSKA Sofia    | 1–0       | Spartak Sofia   |

## Bán kết
| Đội 1         | Tỉ số | Đội 2           |
| ------------- | ----- | --------------- |
| Levski Sofia  | 1–0   | Lokomotiv Sofia |
| Botev Plovdiv | 2–1   | CSKA Sofia      |

## Chung kết

### Chi tiết
| Levski Sofia                                                       | 5−2 | Botev Plovdiv                |
| ------------------------------------------------------------------ | --- | ---------------------------- |
| Atanasov 18' (l.n.) · Iliev 21', 69' · Yordanov 37' · Georgiev 77' |     | Karadaliev 24' · Sotirov 44' |

| Levski | Botev |